# ناوشکن دوبروونیک
ناوشکن دوبروونیک (به انگلیسی: Yugoslav destroyer Dubrovnik) یک کشتی بود که طول آن ۱۱۳٫۲ متر (۳۷۱ فوت ۵ اینچ) بود. این کشتی در سال ۱۹۳۱ ساخته شد.